# Jožef Berke
Jožef Berke pl. veliko-bakovski (madžarsko nagy-barkóczi Berke Jozsef, nemško Jozsef Berke von Nagy-Barkócz), madžarsko-slovenski odvetnik, veleposestnik, politik, plemič, sodniški prisednik, predsednik Murskosoboške hranilnice *19. marec 1817, Križevci, † 1. maj 1893, Murska Sobota.

## Življenjepis
Jožef Berke se je rodil v Križevcih v evangeličanski plemiški družini, kot drugi sin Jozsefa Berkeja in Theresie pl. Szabo de Szentgyörgyvölgy. Njegov oče je bil evangeličanski duhovnik v Križevcih, poslanec v Ogrskem parlamentu in brat puconskega duhovnika in seniorja Ferenc Xaver Berkeja. Njegov brat je bil Ivan Berke. Jožefova mati Terezija pl. Szabo de Szentgyörgyvölgy (1794-1838) je bila hčerka Gregorja pl. Szabo-ta iz Szentgyörgyvölgy-ja in Eve pl. Kregar. Družina Szabo de Szentgyörgyvölgy je bila stara plemiška družina iz Zalske županije in pripadnica reformirane cerkve. Posesti so imeli tudi na območju Prekmurja in sicer več podložnih družin v Prosenjakovcih. Jožefov stric (brat Terezije pl. Szabo) je bil Janos pl. Szabo - odvetnik, sodnik županijske table Zalske županije in upravnik posesti znamenitega madžarskega državnika grofa Istvana Széchenyija. Bil je vpet v predrevolucijonarno politično dogajanje na Madžarskem kot politik, ter dopisnik osrednjega budipeštanskega časopisa Pesti Hírlap, ter vodil korespondenco z pomembnimi osebnostmi tistega časa (grof Istvan Szechenyi, Ferenc Deak, Lajos Kossuth in Laszlo Csanyi).
Ker je Jožefu Berkeju oče ze zelo zgodaj umrl, ga je starejši brat dal učiti za odvetnika, njegovega mlajšega brata Petra pa za inžinerja. Okoli leta 1840 se je iz Tešanovcev, kjer je imela družina posestvo, preselil v Mursko Soboto in si postavil kurijo, ki je "dugo kak najlepši hram Sobote valala." Bil je tudi podpornik evangeličanske cerkve v Murski Soboti, ki takrat se ni obstajala kot lastna cerkvena občina. Skupaj s svojim sinom Mihaly Berkejem je dosegel, da so se ločili od Puconske cerkvene občine in ustanovili lastno mursko-soboško cerkveno občino, kateri sta nato zagotovila tudi zemljišče za cerkev.
Leta 1848 je imel že tak ugled med srednjim plemstvom in ljudstvom, da ga je komaj 31-letnega (takrat je bilo to prava redkost) reformna stranka za mursko-soboško okrožje postavila kandidata za državni zbor. Vendar je za razliko nekaj deset glasov zmagal grof Szapary. V času osvobodilne vojne 1848-49 je v tem mejnem okraju deloval kot vladni poverjenik. Nato je deloval na lokalnem političnem prostoru županije Vas, dokler ni bil leta 1869 prvič izvoljen za ogrskega poslanca. Vsega skupaj je bil tri krat izvoljen za poslanca v letih 1869-72, 1875-78, ter 1878-1881. Drugi mandat v letih 1872−75 mu ni uspelo dobiti, saj ga je premagal grof Geza Szapary. V letih 1875−81 je bil njegov protikandidat Imre Augustič. Na volitvah leta 1881 je ponovno kandidiral, vendar ga je porazil Antal Avgustich. Bil je član sredinsko-desne politične struje grofa Kálmán Tisze de Borosjenő. Zelo pomembno vlogo je odigral pri ustanavljanju prvega prekmurskega denarnega zavoda - Murskosoboške hranilnice. Sprejel je mesto ravnatelja hranilnice, ki so jo ustanovili leta 1874 s 15.000 forinti začetnega kapitala. Kar 20 let, vse do svoje smrti, je bil ravnatelj/predsednik te ustanove (po smrti ga je na predsedniškem mestu te ugledne ustanove nadomestil odvetnik dr. Geza Pinter). Kot človek in odvetnik je bil spoštovan med svojimi strankami in stanovskimi kolegi, pa tudi kot demokrat v vseh pogledih. Umrl je v Murski Soboti leta 1893. Pokopan je na mursko-soboškem pokopališču.
Jožef Berke se je poročil z Julianno pl. Raffay (* 1824 Borejci † 1846 Tešanovci), hčerko Franca pl. Raffay in Ane pl. Keresztury de Petrikeresztur 26. Oktobra 1842 v Bogojini. Poročni priči sta bila okrajni glavar Aleksander pl. Augustič in upravnik moravskega gospostva Nikolaj Vukanich. V zakonu sta se jima rodila dva sinova:
- Mihael * 27. september 1843 Tešanovci, † 2. julij 1895 Murska Sobota
- Robert  * 1844 Tešanovci

## Galerija
- Berketova kurija v Murski Soboti
- Grobnica na pokopališcu v Murski Soboti, kjer je pokopan Jožef pl. Berke